# Hechtgraben 0345
Der Hechtgraben 0345 ist ein Meliorationsgraben und Zufluss des Möserschen Sees auf der Gemarkung der Stadt Brandenburg an der Havel in  Brandenburg.
Der Graben beginnt in einem Waldgebiet, das sich südöstlich des Brandenburger Ortsteils Kirchmöser befindet. Er nimmt dort mit zahlreichen parallel verlaufenden Verzweigungen Wasser auf und leitet es auf einer Länge von rund 600 m vorzugsweise in nordöstlicher Richtung am Naturschutzgebiet Gränert vorbei. Westlich befindet sich der Faule See, zu dem jedoch keine Verbindung besteht. Im weiteren Verlauf unterquert er die Bahnstrecke Berlin–Magdeburg und entwässert auf der Werftwiese in den Möserschen See, der zur Unteren Havel-Wasserstraße zählt.